# Dějiny Kutné Hory

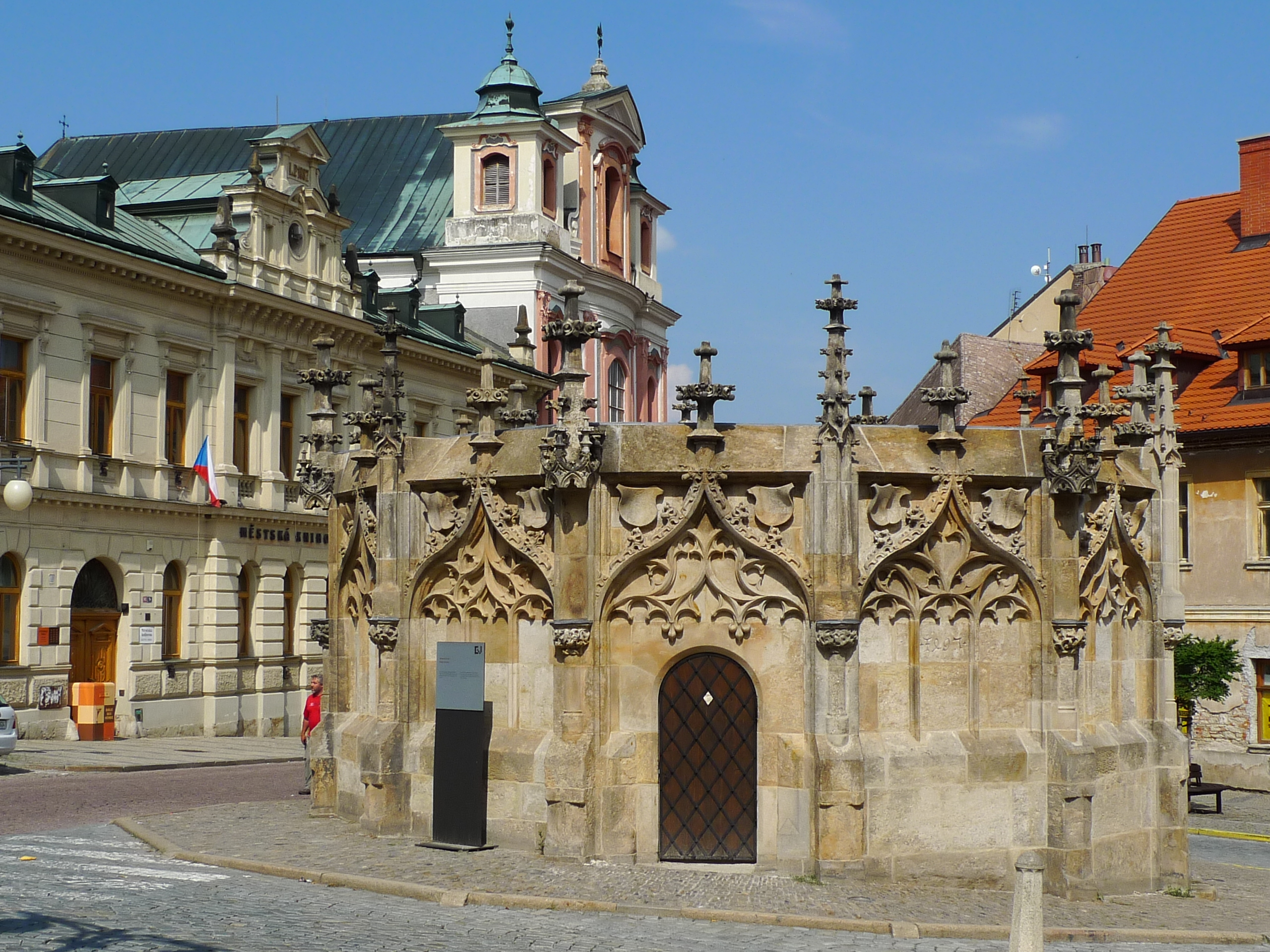
Rejskova kašna (1493–1495) na Rejskově náměstí v Kutné Hoře

Historie Kutné Hory sahá do 13. století a vznik města je spjat s tradicí stříbrných dolů v této oblasti, sahající do 10. století.  Václav II. vydal roku 1300 nový horní zákon (Ius regale montanorum, IRM) o královských právech nad těžbou stříbra a mincovnictvím, kterým zavedl novou minci, brzy po celé Evropě známý a ceněný pražský groš, ražený právě v Kutné Hoře. Roku 1318, zhruba 20 let po začátku stříbrné horečky, která sem přivedla několik tisíc lidí, se stala prudce rostoucí osada královským městem, když dostala městská práva od krále Jana Lucemburského. Na přelomu 14. a 15. století město dále posiloval Václav IV.; z tohoto období pochází známý Chrám svaté Barbory. V roce 1409 zde Václav IV. podepsal dekret kutnohorský. Úpadek města nastal během husitských válek, kdy bylo město několikrát napadeno a mezi obyvatelstvem probíhaly národnostní a náboženské šarvátky. V roce 1424 pak město důkladně vypálil Jan Žižka a nově je osídlili táborští. Město se začalo opět vzmáhat až za krále Jiřího z Poděbrad a velmi jej podporoval následující král Vladislav II. Jagellonský, který v něm byl králem zvolen. Na konci 15. století už město svým významem konkurovalo Praze, ale následující století přineslo konec ražby pražského groše, pokles výnosu dolů a nižší rentabilitu těžby v důsledku dovozu levného stříbra ze Španělskem ovládnuté Jižní Ameriky. V 18. století vzrostl počet obyvatel města z asi 2,7 na 7 tisíc, v následujícím století až ke 14 tisícům a ve století 20. na současných asi 20 tisíc obyvatel.

## Počátky města
V blízkosti Kutné Hory je již v 10. století doloženo slavníkovské hradiště Malín. V okolí dnešního města se vyskytovalo stříbro patrně i na povrchu[zdroj⁠?!]. S těžbou stříbra možná souviselo i založení cisterciáckého kláštera v sousedním Sedlci, prvního kláštera tohoto řádu v Čechách. Sedlecký klášter založil roku 1142 Miroslav z Cimburka, významný dvořan knížete Vladislava II., ve spolupráci s pražským biskupem Jindřichem Zdíkem. Klášter byl osazen mnichy z Waldsassen v Horní Falci (dnes Bavorsko], který patřil do řádové linie, jež se věnovala hornictví. To by mohlo vysvětlit, proč byl – proti běžné řádové praxi – založen v krajině už osídlené a kultivované. Klášteru patřily pozemky, na nichž pozdější město vyrostlo, stejně tak i řada vesnic v okolí. Jako každý cisterciácký klášter se i ten sedlecký stal centrem vzdělanosti a kultivace okolní krajiny. Podle pověsti mnich pracující na poli objevil na místě pozdější osady tři stříbrné pruty a místo nálezu označil svou kutnou (částí oděvu). Odtud je možná odvozen název „Kutná Hora“. Druhé vysvětlení názvu města je spjato s dobýváním stříbrných rud, kterému se říkalo „kutání“.

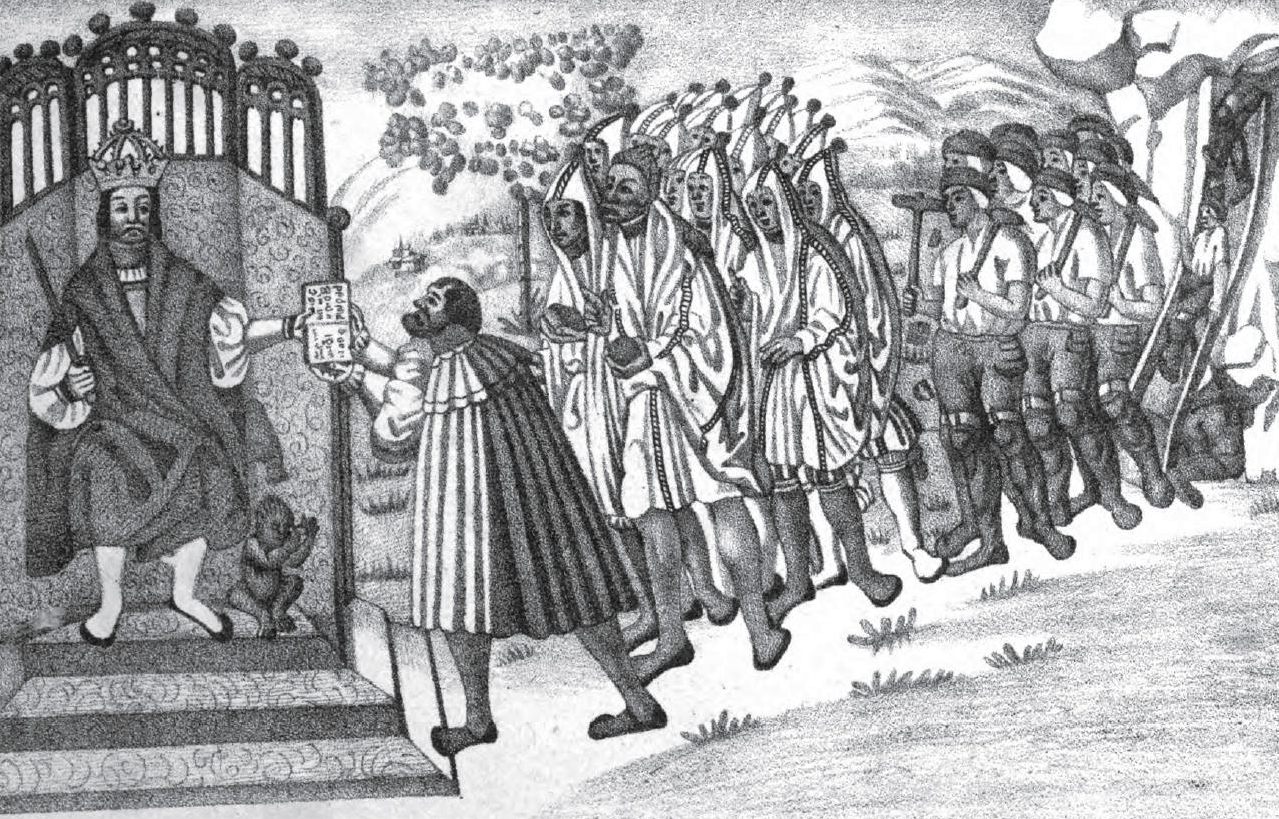
Český král Václav II. při udílení horního řádu Kutné Hoře roku 1280

Blízká města Čáslav i Kolín dostala již kolem roku 1260 jihlavské horní právo, patrně proto, že měšťané v okolí těžili stříbro, a o málo později se objevuje i název osady Cuthna Antiqua – Stará Kutna, jež patrně stála blíže k sedleckému klášteru. Osada snad zanikla za válek krále Přemysla Otakara II. s Rudolfem Habsburským, který roku 1278 v Čáslavi uzavřel mír s Otou V. Braniborským.
Počátkem vlády krále Václava II. vypukla v lokalitě dnešní Kutné Hory „stříbrná horečka“. Několik tisíc lidí z blízkého i dalekého okolí se sem přistěhovalo za prací a obživou, mnoho z nich až z německých krajů. Tak patrně vznikla na kopci nad údolím Vrchlice hornická osada, latinsky Mons Cuthna, s velmi nepravidelným plánem, jehož stopy jsou v ulicích města dodnes patrné. Ještě roku 1289 se o soudní pravomoc nad osadou přela města Kolín a Čáslav, ale od roku 1291 už mělo město vlastní soud a královský horní úřad. Koncem 13. století poskytoval zdejší revír zhruba jednu třetinu produkce stříbra v Evropě. Roku 1300 město nechalo vystavět první dřevěné hradby.

## Od roku 1300 do husitských válek

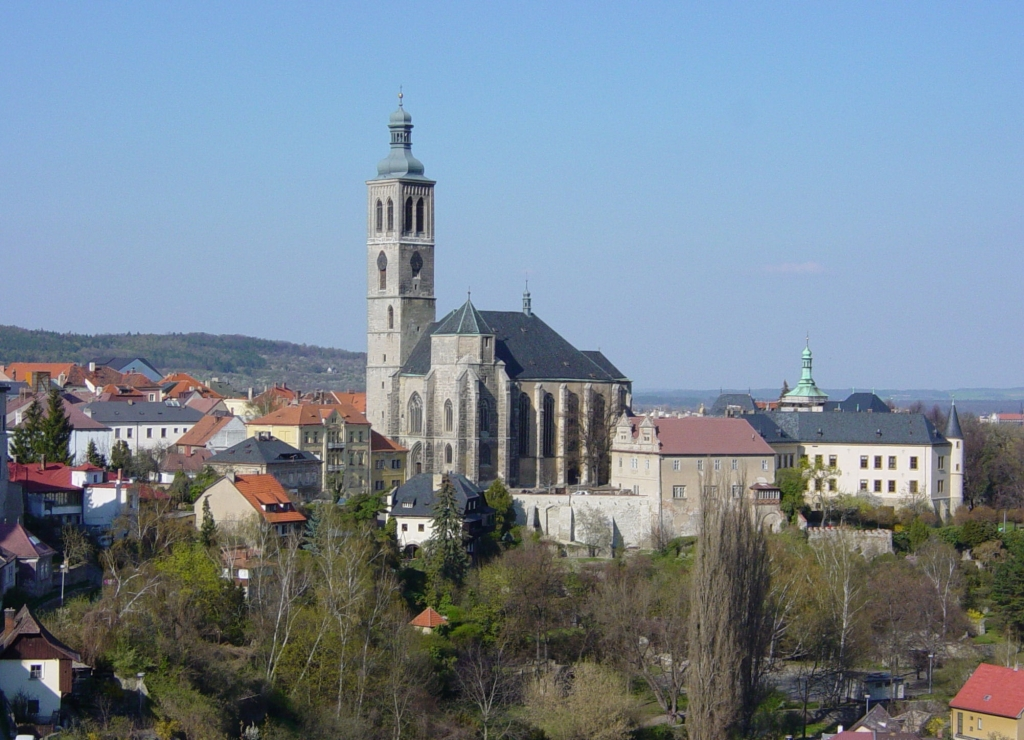
Pohled od Hrádku na kostel sv. Jakuba a arciděkanát v Kutné Hoře

Kolem roku 1300 vydal Václav II. nový Královský horní zákon (Ius regale montanorum), který stanovil královská práva nad těžbou stříbra i mincovnictvím, zavedl jednotnou minci a ražení soustředil v Kutné Hoře. Pod vedením italských odborníků, pocházejících z Florencie, se v nové mincovně, jejíž zachovaná budova se podle nich jmenuje Vlašský dvůr, začaly roku 1300 razit věhlasné pražské groše, jedna z nejdůležitějších mincí v tehdejší Evropě. V letech 1304 a 1307 byla Kutná Hora dvakrát obléhána vojskem Albrechta I. Habsburského, obyvatelé ji však narychlo opevnili a ubránili. Roku 1318 byla Kutná Hora povýšena na královské město a dostala různá privilegia.
Bohatství kutnohorských dolů – zejména šachty Osel – se stalo jedním z pilířů královské moci v Čechách a hlavním zdrojem prostředků na velkolepé stavby Lucemburků po celé 14. století. Králové Karel IV. i Václav IV. si proto města velmi hleděli, podporovali je v různých sporech i při zvelebování městských staveb. Vlašský dvůr se stal sídlem krále Václava IV. Ve druhé polovině 14. století vznikl kostel sv. Jakuba a šest dalších, radnice a další stavby, a město dostalo hradbu se šesti branami. K roku 1363 je zmiňována i městská škola.

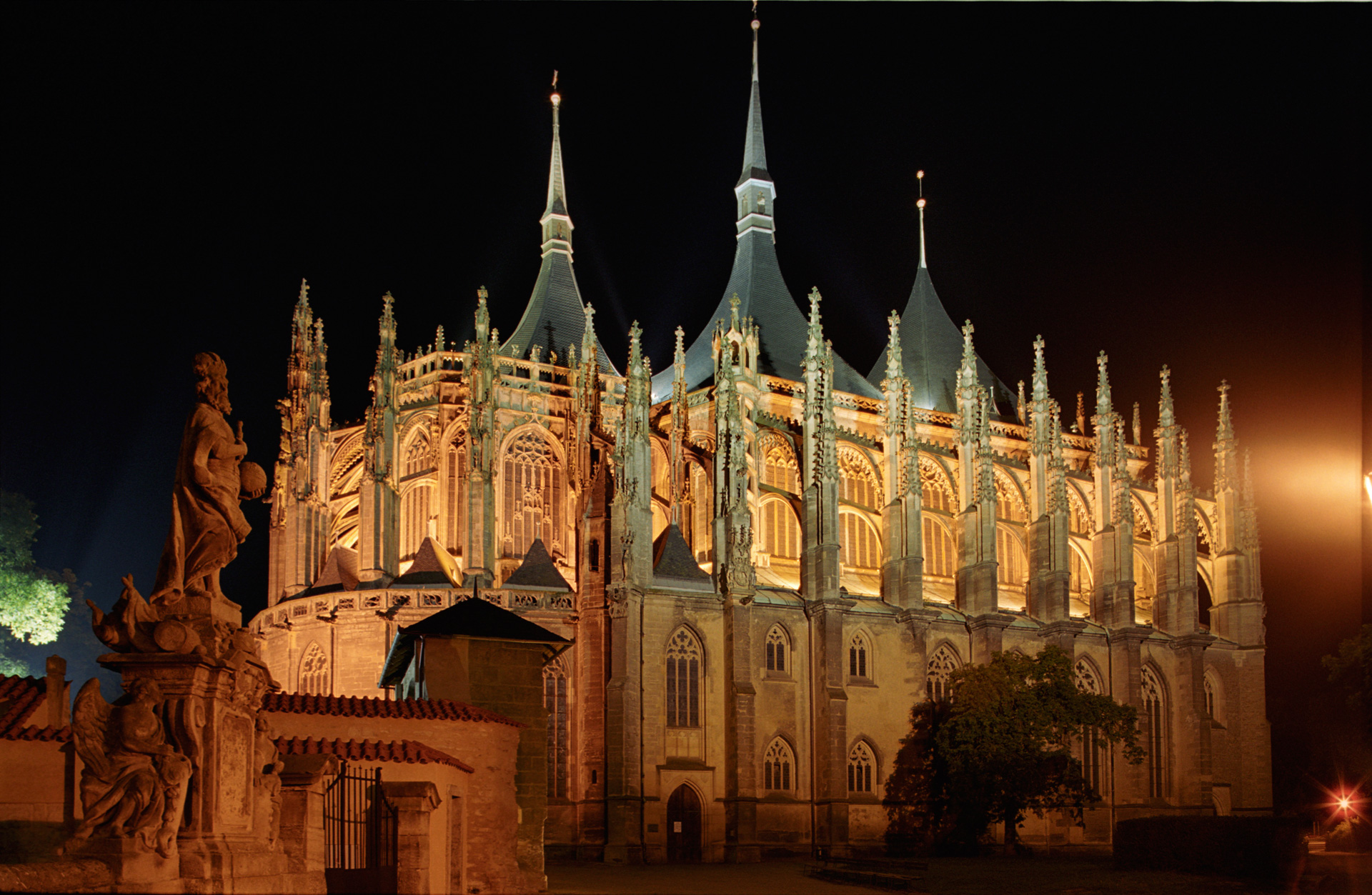
Chrám svaté Barbory v Kutné Hoře

Vzhledem ke klášternímu původu Kutné Hory spadaly městské kostely pod správu sedleckého kláštera, který sídlil mimo samotné město. Pro vyřešení této situace vzniklo roku 1384 hornické bratrstvo pro stavbu nového, tzv. „horního“ (tj. hornického, důlního) chrámu sv. Barbory na pozemcích vyšehradské kapituly a za městskou hradbou. I když výnos dolů v té době již klesal, stavební činnost rostla a král Václav IV. dal rozšířit Vlašský dvůr, kde často býval a roku 1409 zde podepsal Dekret kutnohorský o novém rozdělení pravomocí na pražské univerzitě. Roku 1413 horníci přepadli Malín a pobili obyvatele, protože jim bránili v dolování. V roce 1416 pak horníci zavraždili královského vyslance a ve městě se rozhořely spory mezi českým obyvatelstvem a bohatými měšťany, kteří byli většinou německého původu, i spory náboženské.

## Léta 1419 až 1621

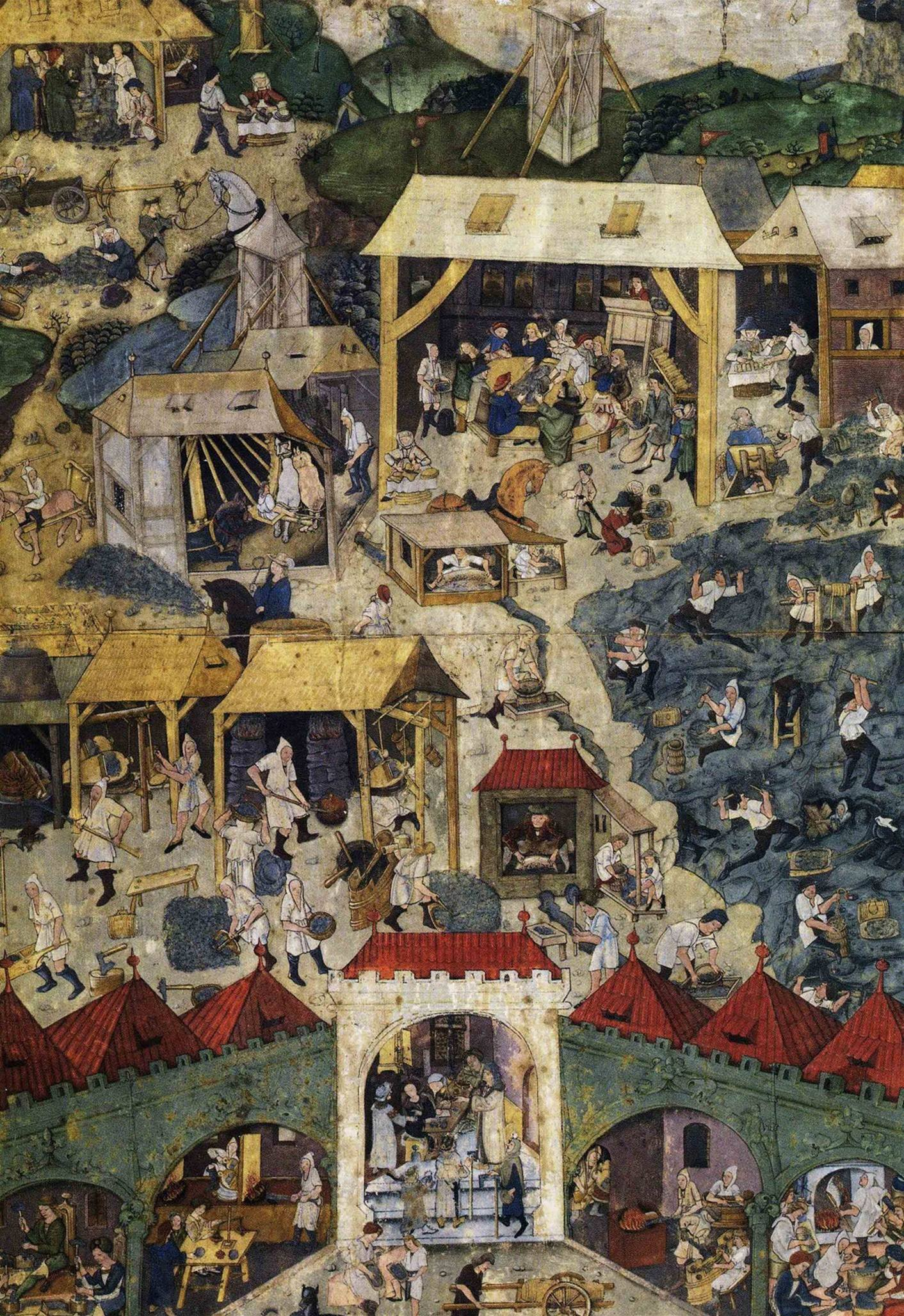
Těžba a úprava stříbrné rudy v Kutné Hoře. Knižní malba z 90. let 15. století

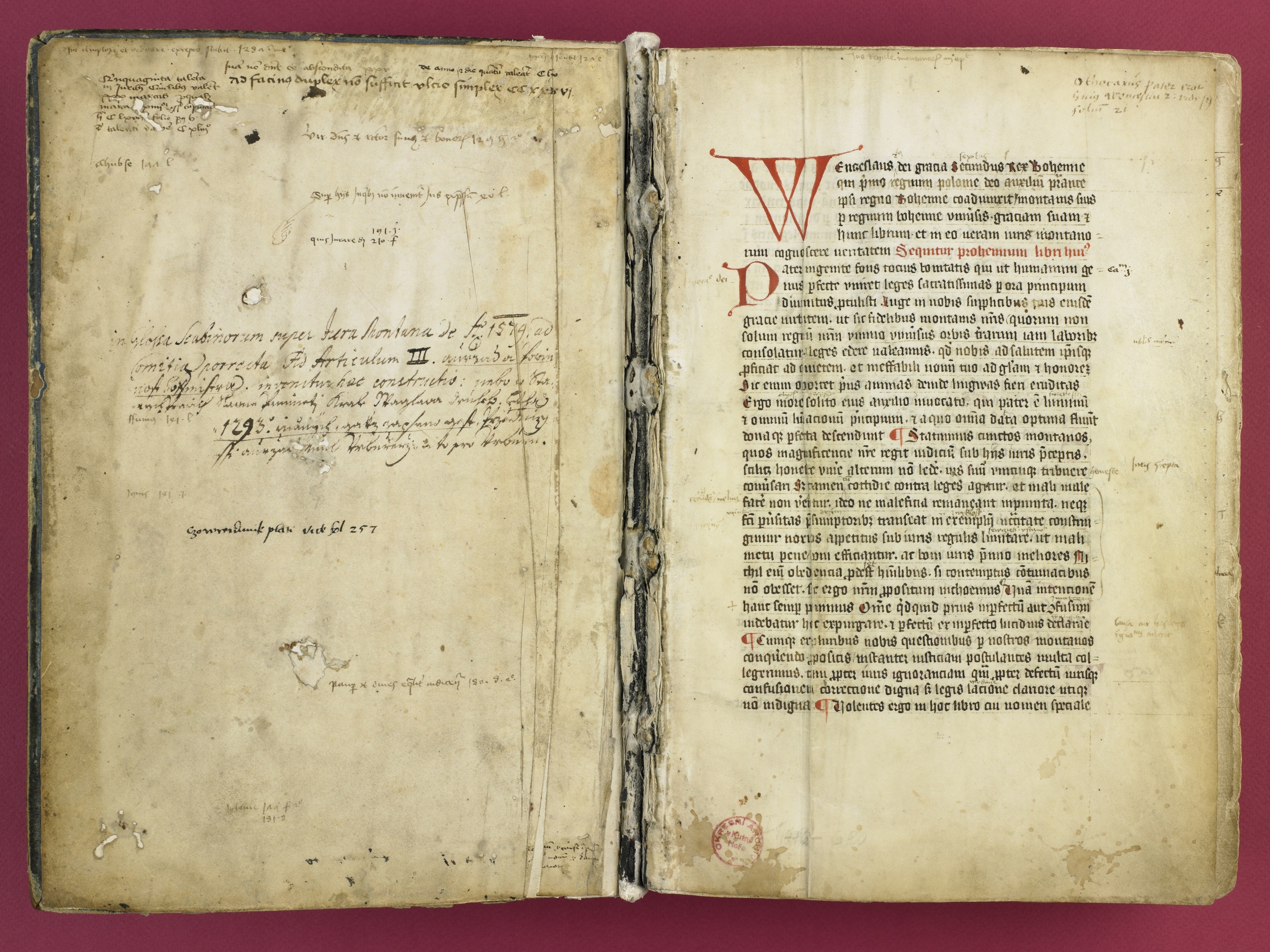
Opis zákoníku Ius Regale Montanorum z roku 1410 (SOkA Kutná Hora)

Roku 1419 začalo město pronásledovat kališníky a mnoho jich dalo naházet do opuštěných šachet. Roku 1420 podporovalo město císaře Zikmunda Lucemburského, ale když 1421 Jan Žižka vydrancoval sedlecký klášter, podrobilo se Janu Želivskému s tím, že odpůrci kalicha musí město opustit. Když Zikmund z města 1422 ustoupil, založil požár, který měšťané uhasili. Roku 1424 však město důkladně vypálil Žižka a nově osídlili táborští, kteří zde vládli až do bitvy u Lipan 1434. Mince v té době velmi upadla, razily se jen špatné haléře a obchod v Čechách přešel na míšeňské groše.
Roku 1436 sjednal král Zikmund zajímavé vyrovnání nových majitelů se starými i náboženský smír. Roku 1444 byl ve Vlašském dvoře zvolen hejtmanem pozdější král Jiří z Poděbrad a odtud roku 1448 táhl dobývat Prahu. Král Jiří výrazně přispěl k rekonstrukci Vlašského dvora. V Kutné Hoře pak sbíral vojsko proti uherskému králi Matyáši Korvínovi, jehož pak v roce 1469 u Vilémova zajal.
Roku 1471 po smrti krále Jiřího svolala královna Johana z Rožmitálu do královské audienční síně Vlašského dvora sněm k volbě nového krále. Sněm se konal ve dnech 20. – 28. května. Bylo velkou zásluhou právě Johany, osobnosti respektované oběma stranami (pod jednou i pod obojí), že na sněmu byla prosazena Jiřího závěť a 27. května 1471 zde byl zvolen českým králem Vladislav Jagellonský. Dá se říci, že touto volbou, značně ovlivněnou v zákulisí Johanou a synem Jiřího z prvního manželství Jindřichem, byly v Kutné Hoře změněny dějiny střední Evropy, a to ve velmi vypjaté situaci ohrožení země uherským vojskem. Vladislav II. Jagellonský pak za své vlády Kutnou Horu velmi podporoval. Roku 1485 zde bylo dosaženo tzv. Kutnohorského náboženského smíru.
V té době se díky lepší technice opět zvýšil výnos dolů a dosáhl vrcholu, což se projevilo i ve stavební činnosti a roku 1489 zde Martin z Tišnova vytiskl bohatě ilustrovanou Bibli kutnohorskou. Od roku 1489 sídlili v Kutné Hoře italští biskupové, kteří světili kněze pod obojí, konaly se zde zemské sněmy a město konkurovalo svým významem Praze. Odhadem ve městě žilo mezi 10-18 tisíci obyvatel a po pražském souměstí tak šlo o druhé největší město v Českém království.
V polovině července 1496 ve městě a jejím okolí odehrála rozsáhlá vzpoura kutnohorských havířů za účelem jejich požadavků na vyšší platové a životní podmínky. Povstání bylo, v nepřítomnosti krále Vladislava v zemi, z nařízení poděbradského hejtmana Oňka Kamenického z Tepic potlačeno a 13 havířských vůdců pak v srpnu téhož roku sťato, deset v Poděbradech a tři na Křivoklátě. Podle kusých zpráv pak král provedl roku 1497 revizi procesu a odpovědné za popravy potrestal. Událostí byl inspirován dramatik Josef Kajetán Tyl k při vytváření dramatu Krvavý soud aneb Kutnohorští havíři z roku 1848.
Po roce 1530 začal výnos dolů opět klesat, šachty se zalévaly vodou a opouštěly. Po stavovském odporu 1547 ztratilo město část svých svobod a roku 1550 se přestaly razit pražské groše. Úpadek pak rychle pokračoval také proto, že přísun stříbra z Jižní Ameriky srazil jeho cenu a dolování se přestalo vyplácet. Kutnohorské poměry v 16. století zachycují anekdotické paměti Mikuláše Dačického z Heslova (1555–1610). 
Roku 1538 byl v Kutné Hoře otevřen pivovar založený rodem Dačických z Heslova.
| „                            | [1582] Byl velký mor na lidi v Království českém. Nejprve začali zhusta mříti v Praze, pročež odtud odjížděli, zvláště bohatí. Mor se tak rozmohl, že všude, i po vesnicích, velmi mřeli, všichni na hlízy a pryskýře. Na Horách Kutných a Kaňku v jeden den zemřelo 50 až 100 osob. Na ten čas morové rány zemřelo na 5000 lidí, starých, mladých, mládenců, panen krásných, dětí a toliko bylo slyšeti zvonění. Na mor zemřel také Jan Dačický (bratr autora těchto pamětí). S ním i jeho žena Kateřina a pět dítek, všichni v jednom týdnu. Žalostivý, prudký mor přestal při konci roku. Pán Bůh račiž se smilovati nade všemi námi. | “ |
| — Mikuláš Daczický z Heslowa | |   |

Kutnohorský purkmistr Jan Šultys z Felsdorfu, dříve mincovní úředník, se stal za českého stavovského povstání proti Habsburkům jedním z členů stavovského direktoria. Po bitvě na Bílé hoře byl jedním z 27 pánů, kteří byli roku 1621 v Praze na Staroměstském náměstí popraveni; jeho hlava pak visela přes sto let na městské bráně.

## Od roku 1622 do zániku Rakouska-Uherska

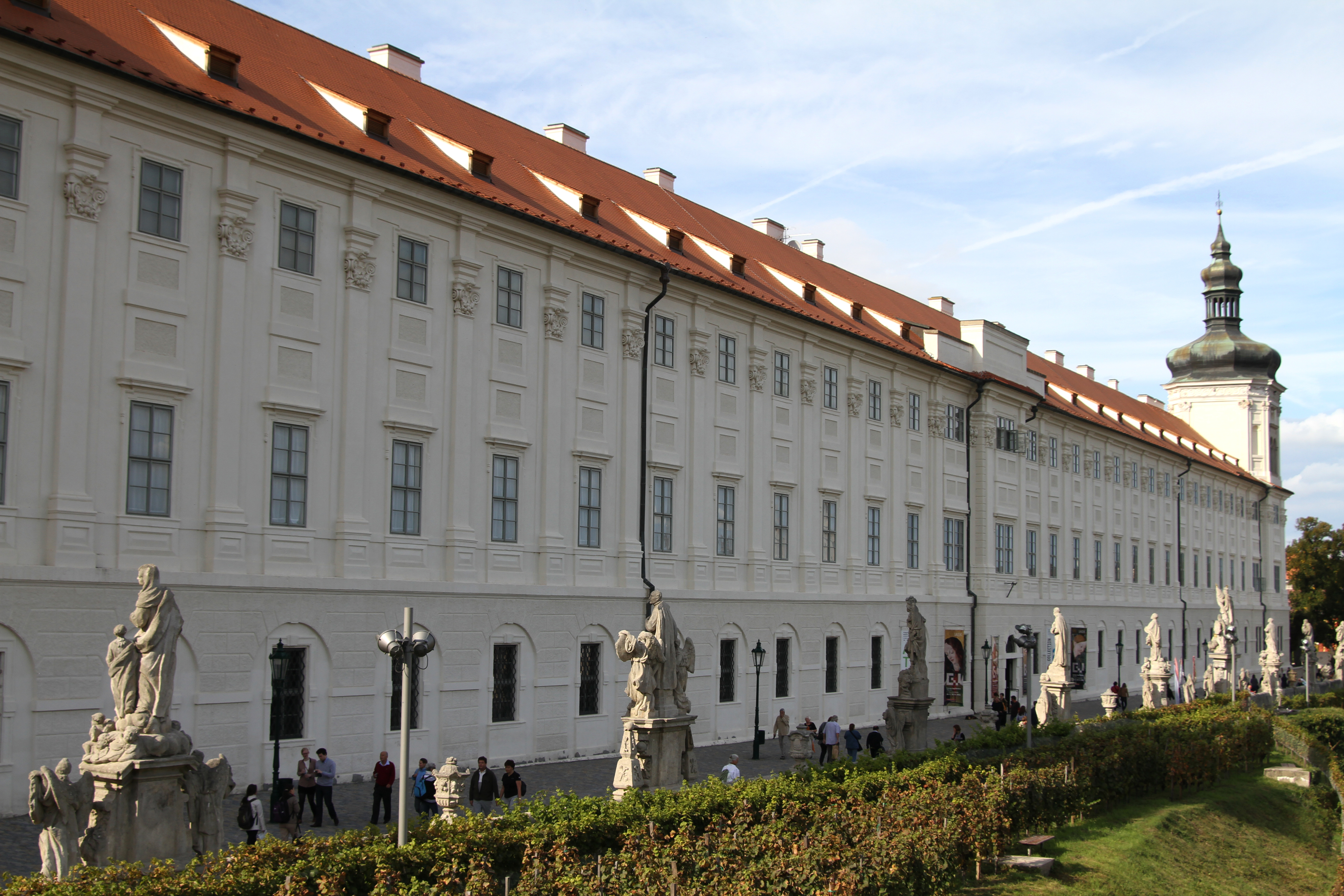
Pohled na Jezuitskou kolej

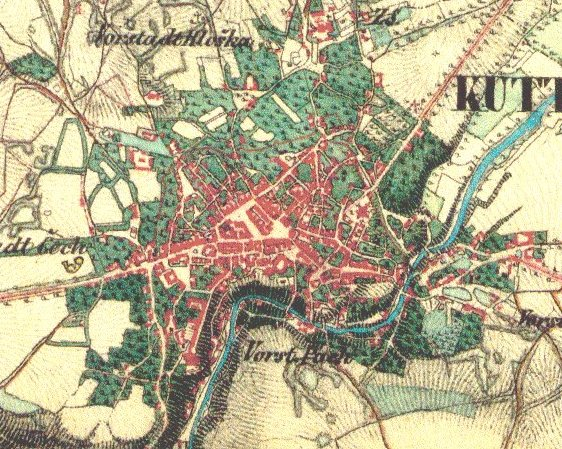
Kutná Hora na výřezu z vojenské mapy, kolem 1850

Roku 1623 byli vypovězeni nekatoličtí duchovní, morovou epidemií 1625 a exilem se počet obyvatel snížil o čtvrtinu. Ferdinand II. Štýrský městu zkonfiskoval část statků a věnoval jezuitům, kteří zde roku 1626 založili latinskou školu a vedle chrámu sv. Barbory vybudovali velkolepou kolej. V té pak vyučovali například Bohuslav Balbín, Jiří Plachý-Ferus, historik města Jan Kořínek a další. I když těžba skomírala a roku 1726 byla úplně zastavena, město se pomalu hospodářsky vzpamatovalo. V Kutné Hoře působila v 18. století řada vynikajících umělců, jako Kilián Ignác Dientzenhofer, František Maxmilian Kaňka a Petr Brandl, který zde 1735 zemřel a je pochován v kostele Matky Boží Na Náměti. V letech 1770 a 1823 však poničily město velké požáry.

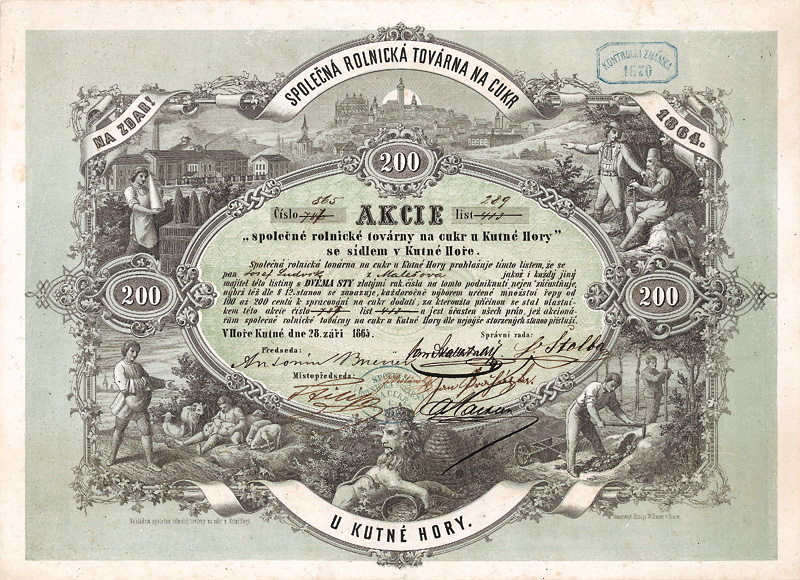
Akcie Společného rolnického cukrovaru u Kutné Hory z roku 1865

Kutná Hora hrála významnou roli v českém národním obrození. Narodili se zde archeolog Jan Erazim Vocel a dramatik Josef Kajetán Tyl. V letech 1850–1851 zde žil a pracoval Karel Havlíček Borovský a vzniklo zde mnoho národních spolků a sdružení. Roku 1869 bylo město připojeno k železnici Rakouské severozápadní dráhy, městské nádraží bylo zřízeno v Sedlci. Koncem 19. století byly gotické stavby obnoveny a chrám sv. Barbory v letech 1884–1893 dostavěn Josefem Mockerem.

## Od roku 1918 do současnosti
Během První republiky byla Kutná Hora spíše ospalým městem, jakkoliv se to snažila městská správa změnit a přilákat do města nový život a mladší populaci. Na druhou stranu měla ale vysokou kulturní úroveň a byla městem památek a výletníků. Ve městě právě během tohoto období probíhaly v částech města bezprostředně přilehlých k historickému jádru stavební aktivity, které dodnes určují jejich charakter. Vznikly tak například moderní Dvořákův Monument padlým před Hrádkem, Krohovy domy, Machoňův Okresní úřad nebo Podzemného činžovní dům. Tyto stavby ukázaly, že Kutnou Horu lze dále rozvíjet tak, aby nebyly dotčeny její historické části a aby moderní stavby daly městu důstojný rámec.
Roku 1950 byly ke Kutné Hoře připojeny obce Kaňk, Perštejnec a Sedlec.
V roce 1995 došlo ke slavnostnímu zápisu města Kutná Hora na Seznam světového kulturního a přírodního dědictví UNESCO.

## Galerie

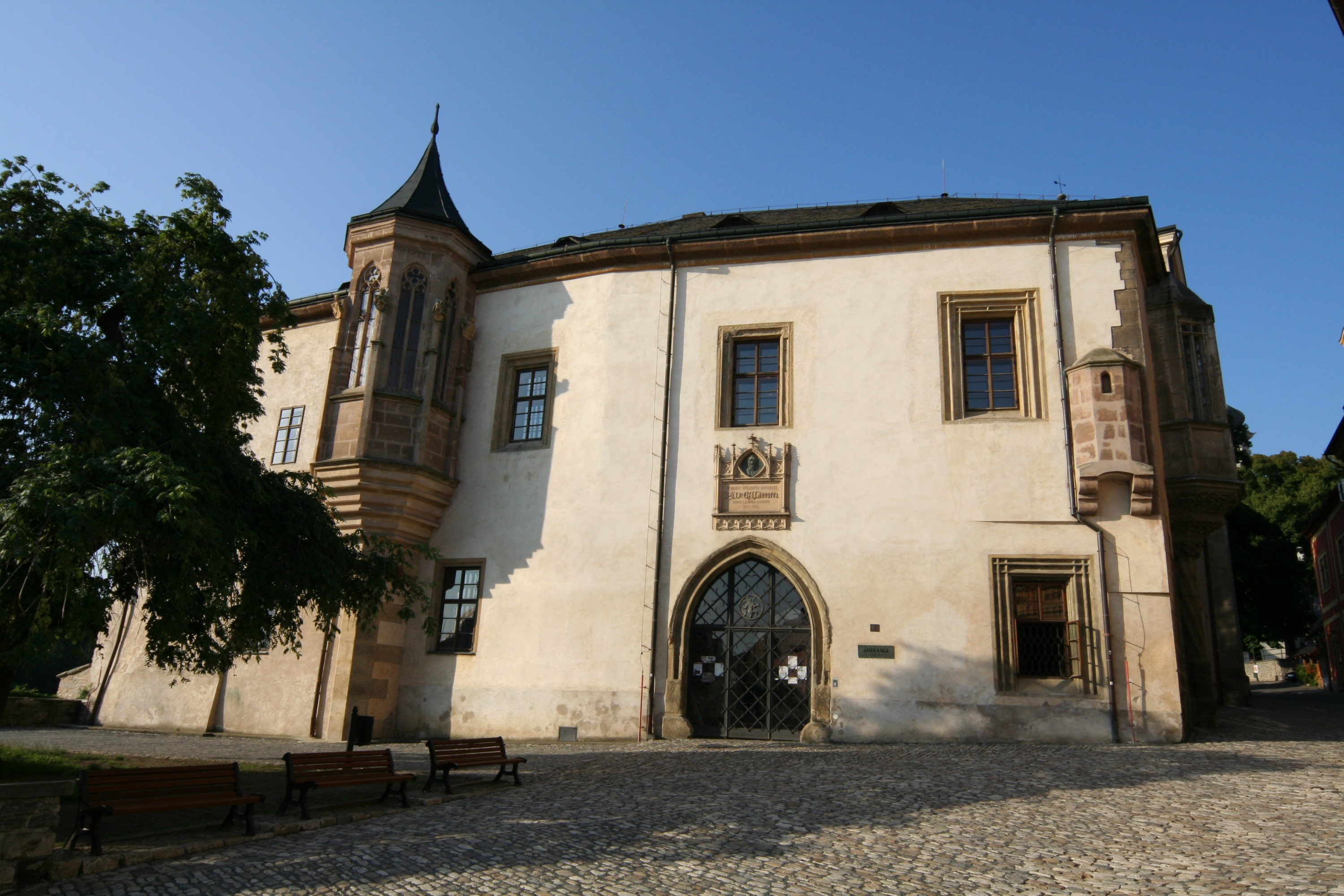
České muzeum stříbra v Kutné Hoře
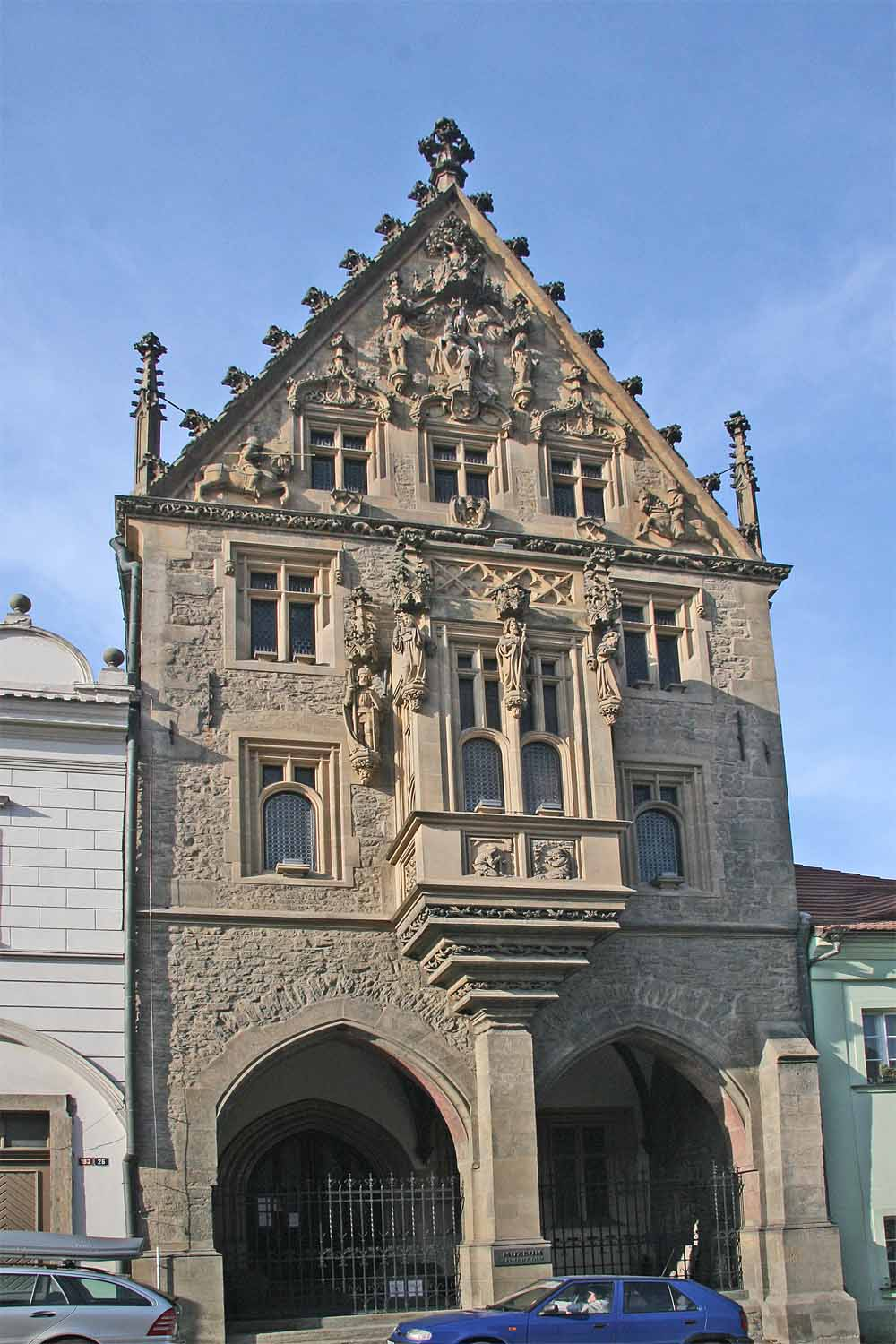
Kamenný dům v Kutné Hoře, dnes městské muzeum
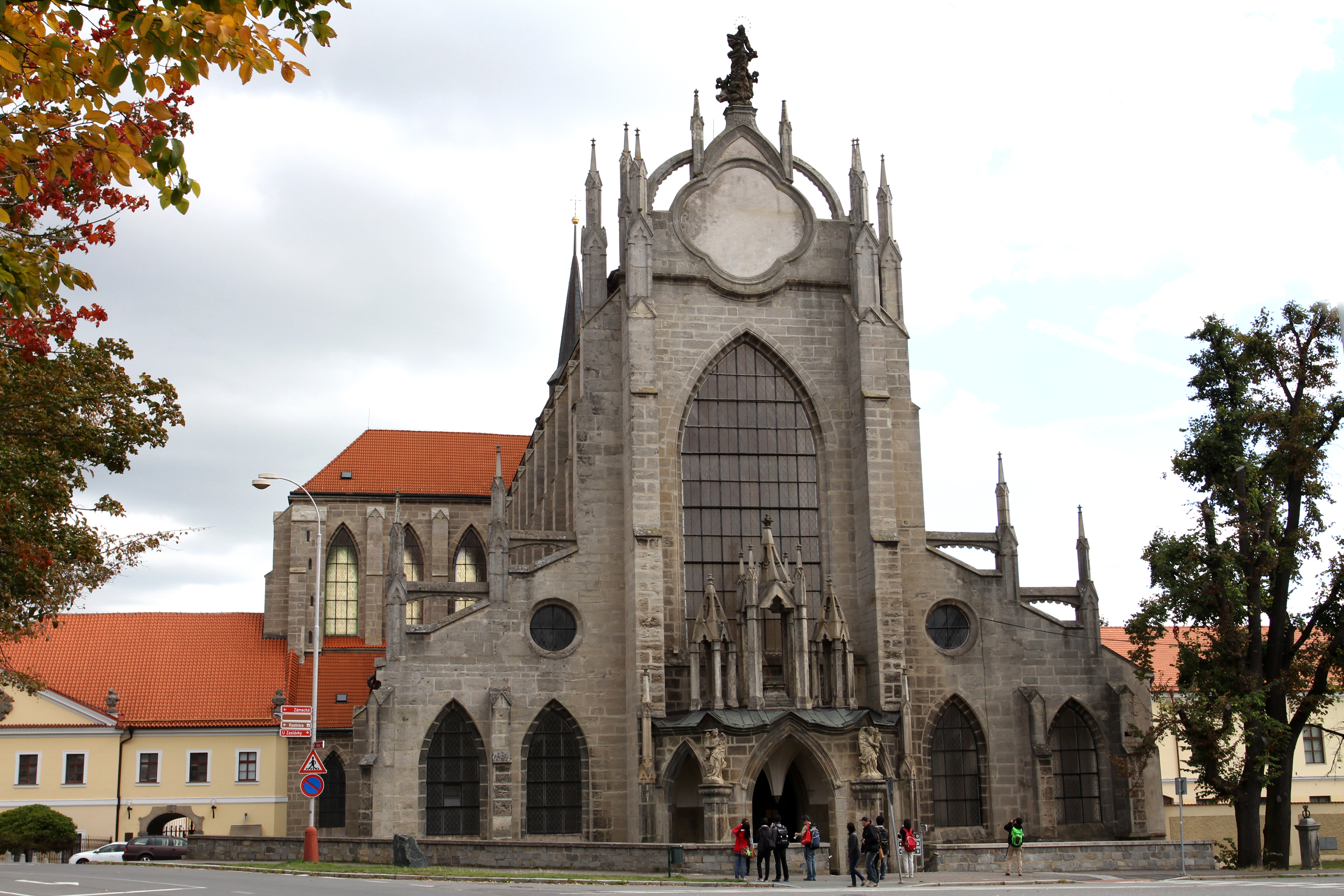
Sedlecký klášter v Kutné Hoře
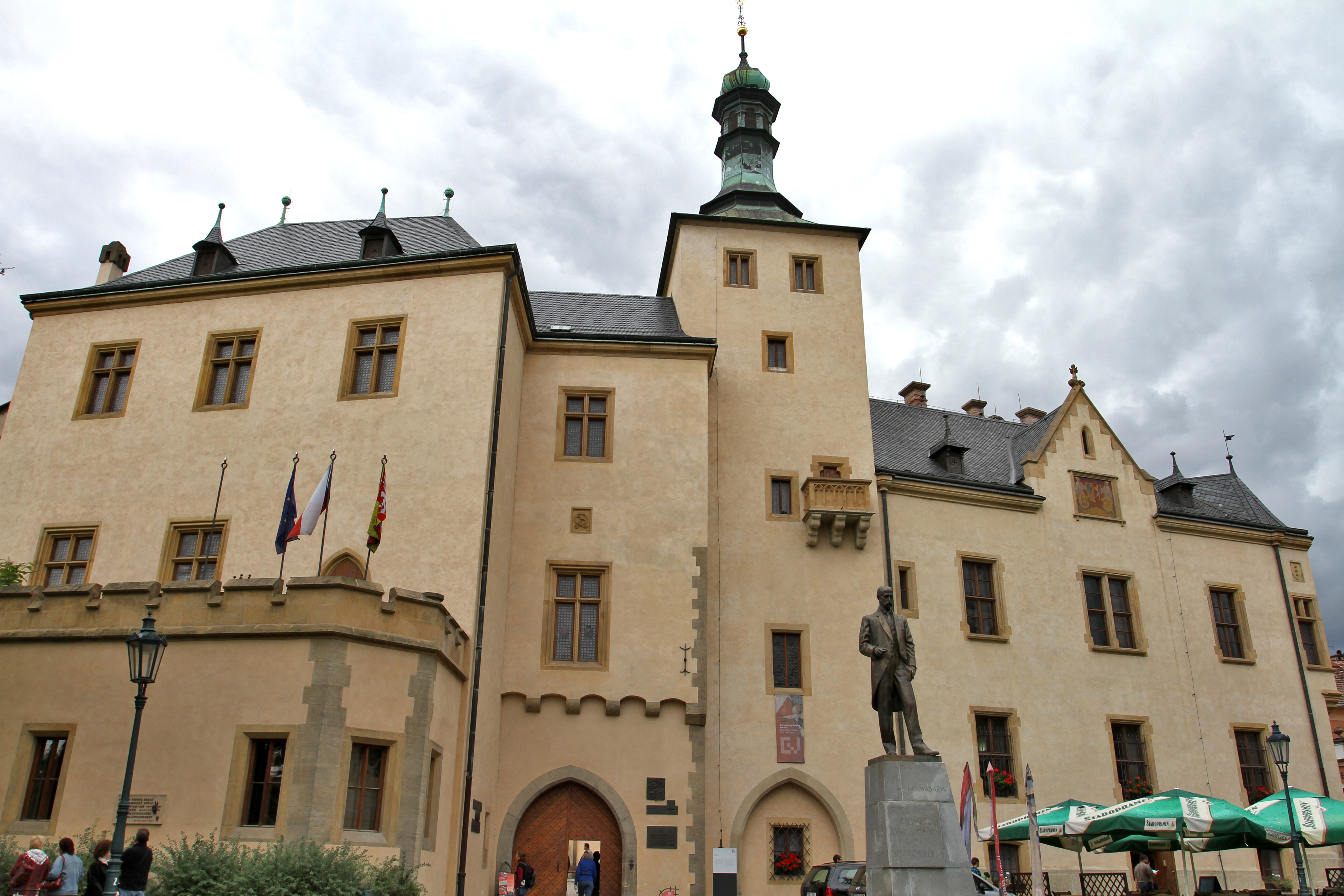
Vlašský dvůr v Kutné Hoře
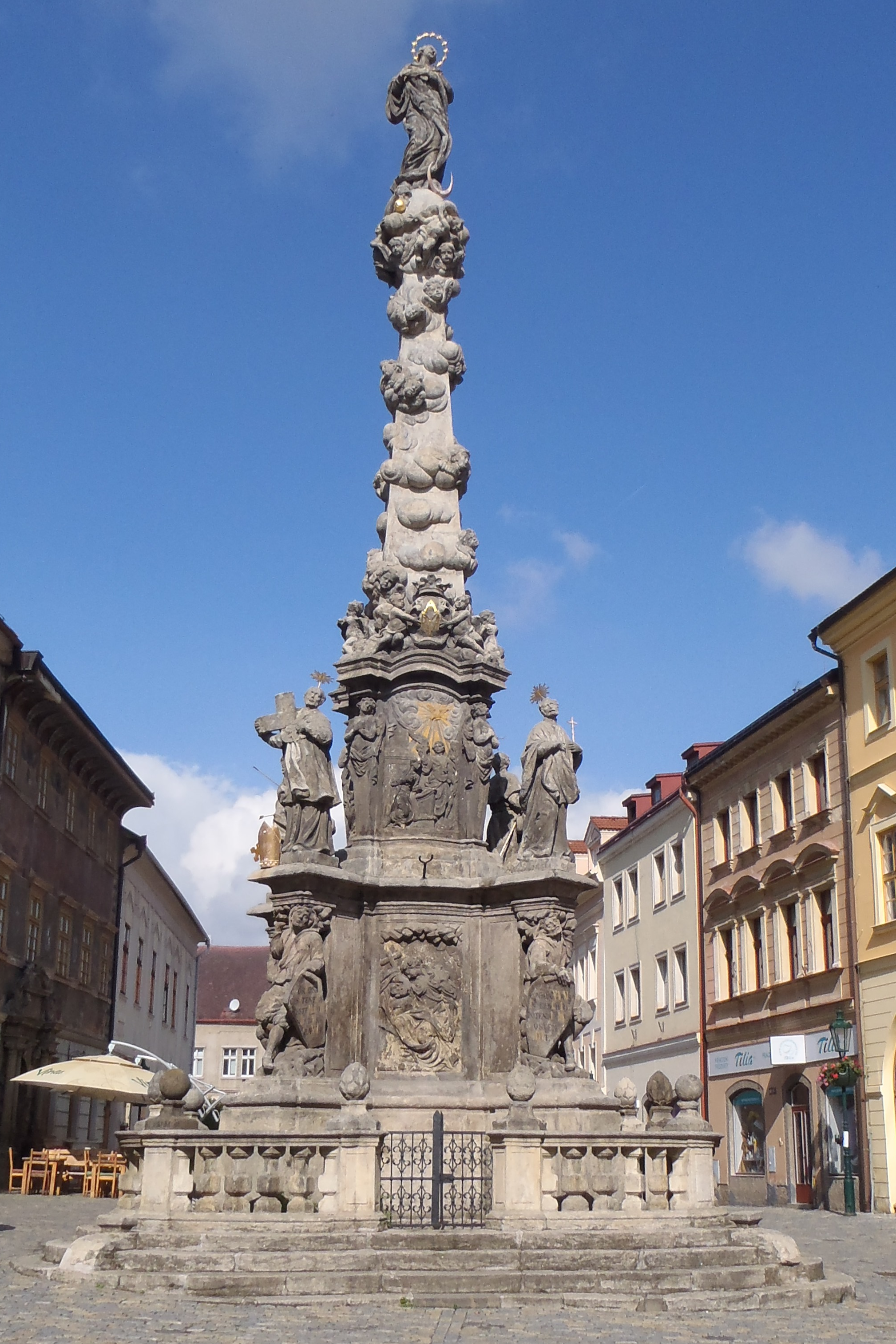
Barokní morový sloup v Kutné Hoře

## Odraz v kultuře

## Seznam vedení města

### Rychtář
- Václav z Donína, 1400

### Šepmistr
- Ondřej Ridenthal, 1424

### Královský rychtář
- Ondřej Křivoláček-Dačický, 1551
- Jan Chyzdera, 1551–1561
- Samuel Vodolínský z Vodolína, 1562–1568
- Jakub Stejšek-Freisichselbst, 1569–1572
- Mikuláš Vodňanský starší z Čazarova, 1572–1597
- Řehoř Vodička-Horažďovský, 1597–1603
- Leopold Šetlar, 1603–1605
- Václav Sixt ze Zvířetína, 1605–1620

### Konšelský primátor
- Jan Šultys z Felsdorfu, 1614–1621

### Obnovený královský rychtář
- Radslav Hlavsa z Liboslavě, 1620–1622
- Jan z Tulechova, 1622–1628
- M. Jiří Jindřich Stredonius, 1628–1656
- Kryštof Antonín Bergmann z Lindenberka, 1656–1679
- Karel Bergmann, 1680
- Václav Kryštof Erythrei, 1680–1688
- Jiří Adam Widmann, 1689–1704
- Ferdinand Alexius ze Šternfeldu a Legisfeldu, 1704–1721
- Jan Bernard Ignác Dačický z Heslova, 1721–1742
- Václav Tadeáš Hertl, 1743
- Jan Frick
- Pavel Vojtěch Hertl, 1765
- Bernard Erythrei, 1766
- Ignác Josef Stephan, 1766
- Felix Beránek, 1781
- Jan Josef Čapek, 1783

### Purkmistři
- Florian Hocke, 1861–1864
- Josef Jaromír Štětka (staročeši), 1864–1869
- Ferdinand Breüer, 1869–1873
- Jan Breüer, 1873–1877

### Starostové
- Josef Říha (staročeši), 1877–1886
- Vojtěch Moravec, 1886–1891
- Jan Macháček (mladočeši), 1891–1919
- Ferdinand Raiman (ČSNS), 1920–1929
- Jaroslav Bouška (ČSDSD), 1929–1938

### Předsedové správní komise
- Jaromír Dajbych (SNJ), 1938–1942
- Miloslav Haertl (NS), 1942

### Vládní komisař
- Josef Reif (NSDAP), 1943–1945

### Předsedové místního národního výboru
- Josef Hornych (ČSNS), 1945–1948
- Pavel Vrána (KSČ),  1948–1950
- Ladislav Jůva (KSČ), 1950–1957
- Josef Šlechta (KSČ), 1957–1959
- Ludvík Zikmunda (KSČ), 1959–1969
- Vladimír Podávka (KSČ), 1970–1976
- Lubomír Vaněk (KSČ), 1976–1979
- Ladislav Pospíšil (KSČ), 1979–1990

### Starostové
- Jaroslav Benada (OF), 1990–1994
- Ivo Šanc (ODS), 1994–1999
- Květoslav Hlavatý
- Ivo Šalátek (ODS), –2010
- Ivo Šanc (nestr.), 2010–2014
- Martin Starý (Kutnohorská změna), 2014–2017
- Josef Viktora (ANO), 2017–2022
- Lukáš Seifert (ODS), 2022–současnost